# Lamponella kanangra
Lamponella kanangra är en spindelart som beskrevs av Norman I. Platnick 2000. Lamponella kanangra ingår i släktet Lamponella och familjen Lamponidae.
Artens utbredningsområde är New South Wales. Inga underarter finns listade i Catalogue of Life.